# Linux Journal
Linux Journalとはアメリカ合衆国コロラド州デンバーにあるLinux Journal, LLCが発行していた技術雑誌。雑誌ではLinuxに焦点をあてて、オープンソース愛好家向けに専門性の高い情報を提供していた。

## 歴史
Linux JournalはLinuxカーネルとベースにしたOSを扱う初めての雑誌として、1994年にレッドハットの共同創設者であるフィル・ヒューズとボブ・ヤングによって創刊され、創刊号にはLinuxの開発者であるリーナス・トーバルズのインタビューが掲載された。
印刷版としての最終号は2011年8月の208号であり、同年9月の209号より携帯機器や電子書籍プラットフォームにも対応するインターネット配信のみの月刊誌に移行した。
2014年7月上旬に、アメリカ国家安全保障局のXKeyscoreプロジェクトが、Linuxディストリビューションの1つであるTailsに興味がある人たちを追跡する一環として、Linux Journalの読者を対象にしていたことが明らかになった。
2017年12月1日に、Linux Journalは運転資金が不足し、従業員に数カ月にわたって給与が支払えなかったことから出版を中止すると発表した。 しかし、2018年1月1日に、価値観を共有するプライベートインターネットアクセスによって救われ、雑誌は成長する予定だと発表した。 編集長のDoc Searlsによると「Linux JournalはLinuxに、National Geographicは地理に、The New Yorkerはニューヨークに、タイトルが意味する以上のものを示唆すべき」
2019年8月7日、Linux Journalは閉鎖し、全スタッフを解雇すると発表した。しかしながら、Linux Journal の公式ウェブサイト (外部リンク参照) において引き続き、これまで発行した記事や書籍をネット上のアーカイブとして提供している。

## コンテンツ
Linux Journalは、開発に関するすべてのレベル、Linuxの使い方や、その上で実行されるソフトウェアについての記事を公開している。デバイスドライバの書き方から、GIMPで写真を加工する方法まですべてが含まれている。ハウツーとチュートリアルに加えて、各号ではLinux製品の課題や機能のレビュー、ヒント、市場分析を取り上げている。